# Leopold von Buch
Christian Leopold von Buch, född 26 april 1774 i Stolpe an der Oder (tillhör numera Angermünde), död 4 mars 1853 i Berlin, var en tysk geolog.
Han studerade samtidigt med Alexander von Humboldt vid bergsakademien i Freiberg, under Abraham Gottlob Werner. Han var till en början ivrig neptunist och ansåg basalten vara avsatt ur vatten, men sedan han studerat vulkanerna i Italien och (de utslocknade) i Auvergne i Frankrike, övergick han till plutonisterna, vilkas seger därigenom blev avgjord. 
Han ägnade sig med stort intresse åt nästan alla geologiska och paleontologiska frågor samt ansågs efter Werners och Smiths död som sin tids främste geolog. År 1797 började von Buch den första noggranna undersökningen av centrala Alperna i Tyrolen. Han gjorde vetenskapliga resor inom flera länder och vistades två år (1806-08) i Skandinavien, varvid han fäste uppmärksamhet på den svenska vallens höjning. 
Trots att hans åsikt om vulkanernas bildningssätt, att de skulle bildats genom en vid själva eruptionen skedd upplyftning, med tiden förlorade sin aktualitet, var hans teori om vulkanernas och bergens byggnad och uppkomst ett betydelsefullt framsteg för frågans lösning. En av hans undersökningar avsåg dolomiterna, om vilkas förekomst såsom bergbildande massor man dittills inte haft någon kännedom, eftersom de blivit förväxlade med kalkstenarna. Han författade en mängd arbeten av geologiskt, petrografiskt och paleontologiskt innehåll.
Buch invaldes 1825 som utländsk ledamot av Kungliga Vetenskapsakademien.